# 帕特里齐奥·奥利瓦
帕特里齐奥·奥利瓦（義大利語：Patrizio Oliva，1959年1月28日—），意大利男子拳击运动员。他曾代表意大利参加1980年夏季奥林匹克运动会拳击比赛，获得男子轻沉量级金牌。